# حي اللوزة
'اللوزة' أو بالفرنسية Louza حي من أحياء بلدية فرناكة، التابعة لولاية مسغانم، يقع في الشمال الغربي لولاية مستغانم، في الحدود مع ولاية وهران
يحد اللوزة من الشمال البحر الأبيض المتوسط ومن الجنوب بلدية فرناكة ومن الشرق بلدية استيدية ومن الغرب بلدية مرسى الحجاج التابعة لولاية وهران.

## أصل التسمية
حسب الروايات فإن تسمية الحي باللوزة راجع إلى كثرة شجرة اللوز بالمنطقة، في حين يقول بعض السكان أن التسمية ترجع لإسم أحد السكان القدامى بالمنطقة المدعو «الحاج الوزاع».